# Aden
 For alternative betydninger, se Aden (flertydig). (Se også artikler, som begynder med Aden)
Aden (arabisk: عَدَنْ,  Gammel sydarabisk: 𐩲𐩵𐩬) er en havneby i Yemen ved det Røde Havs udmunding på den sydlige del af den Arabiske Halvø. Den ligger omkring 170 km øst for Bab el-Mandeb-strædet og nord for Adénbugten. Med sin strategisk vigtige placering på kystlinjen fungerer Aden som forbindelsesled mellem Det Røde Hav og Det Arabiske Hav, og den er derved en vigtig havn, der forbinder Afrika, Asien og Mellemøsten. I 2023 havde Aden et befolkningstal på 1.080.000 personer, hvilket gør det til en af de største byer Yemen.
Byen har en rig handelshistorie og huser en blanding af arabisk, indisk og afrikansk indflydelse. Den ligger nær Bab-el-Mandeb-strædet, der har været en vigtig søvej i århundreder og den har derfor været en vigtig havn. Byen har vigtig infrastruktur som Aden International Airport og vigtig sundhedsinstitutioner inklusive Aljoumhouria Teaching Hospital (Queen Elizabeth II), Aden General Hospital og Friendship Teaching Hospital. Aden er opdelt i otte distrikter: Tawahi, Mualla, Crater, Khur Maksar, Al Mansura, Dar Sad, Sheikh Othman og Al Buraiqa, som i dag danner Adens administrative opdeling og guvernement. Under den britiske imperialisme betegnede Aden området langs nordkysten af Adénbugten, som omfatter Tawahi, Mualla, Crater og en stor del af Khur Maksar distriktet. Den vestlige havnehalvø, kendt som Lille Aden, er nu en del af distriktet Al Buraiqa.
Inden byen fik sin afhængighed bestod den af særskilte underområder: Crater, den oprindelige havn; Ma'alla, den moderne havn; Tawahi, tidligere "dampskibsplads"; og Gold Mohur resort. Khormaksar, på tange som forbinde Aden til fastlandet, har diplomatiske missioner, Aden Universitets hovedkontorer og Aden International Airport. På fastlandet inkluderer underområderne Sheikh Othman, et gammel oaseområde; Al-Mansura, en britisk anlagt planlagt by og Madinat ash-Sha'b (tidligere Madinat al-Ittihad), den tidligere hovedstad i Den Sydarabiske Føderation, der ny har et stort strøm- og afsaltningsanlæg og øvrige fakulteter på Aden Universitet.
Aden afslutter den østlige del af en stor naturlig havn, der i dag er en del af den moderne havn. Tidligere har det nødvendiggjort Adens vandreservoirer, Tawilas Cisterner, der blev beskrevet af den lærde Ibn Battuta i 1300-tallet, "Disse reservoirer akkumulerer regnvand med det ene formål at være drikkevand til byens indbyggere". Lille Aden blev stedet for et olieraffinaderi og tankskibshavn. Begge blev etableret og drevet af British Petroleum indtil de blev overgivet til Sydyemen, der overtog ejerskabet og kontrollen i 1978.
Aden var hovedstad for Sydyemen indtil foreningen med Nordyemen den 22. maj 1990. Det er i øjeblikket en midlertidig hovedstad for Yemen siden Coup d'état i 2014, og det har nogle af medlemmerne fra Yemens kabinet, primært i al-Maashiq Paladset. Det er også sæde for løsrivelsesrådet i det Sydlige Overgangsråd, der udøver sin kontrol over byen.

## Historie

### Antikken
En lokal legende i Yemen fortæller, at Aden kan være lige så gammel som menneskets historie. Nogle mener at Kain og Abel er bevaret et sted i byen.
Havnen strategiske placering på søvejen mellem Indien og Europa har gjort Aden eftertragtet for forskellige herskere igennem historien. Den var kendt som Eudaemon (oldgræsk: Ευδαίμων, der betyder "lyksalig, blomstrende") i det første århundrede f.v.t., og den blev brugt til omskibning til handel i Det Røde Hav, men oplevede nedgang da der skete ændringer i handlen til søs, som omgik Aden, idet man begyndte at sejle direkte over havet til Indien uden at lægge til ved Aden i det første århundrede f.v.t. ifølge Periplus Maris Erythraei. Værket beskriver Aden som "en landsby ved kysten", der sagtens kan beskrive Crater, da den stadig ikke var så udviklet. Der bliver ikke nævnt noget om fæstninger på dette tidspunkt, og Aden var mere en ø end en halvø, da tangen (en tombolo) ikke var udbygget som i dag.

### Middelalderen og tidlig moderne tid
Selvom den præ-islamiske himjar-civilisation var i stand til at opføre større bygninger, så har der tilsyneladende ikke være store fæstninger i Aden i middelalderen. Fæstninger i Mareb og andre steder i Yemen og Hadhramaut viser, at byde himjarerne og saba-kulturen var i stand til at bygge fæstninger. Det er således muligt, at der var vagttårne i Aden, som siden er blevet ødelagt. De arabiske historikere Ibn al Mujawir og Abu Makhramah tilskriver den første fæstning i Aden til Beni Zuree'a. Abu Makhramah har også inkluderet en detaljeret biografi om Muhammad Azim Sultan Qamarbandi Naqsh i sit værk Tarikh ul-Yemen. Formålet med værket synes at være dobbelt; at holde fjendtlige tropper ude og opretholde kontrollen med varer, og således forhindre smugling.
Efter 1175 begyndte Aden at blive opbygget i mere solid form, og siden har Aden været et eftertragtet by, der har tiltrukket sømænd og købmænd fra bl.a. Egypten, Sindh, Gujarat, Østafrika og sågar Kin. Ifølge Muqaddasi så udgjorde perserne størstedelen af Adens befolkning i 900-tallet.
I 1421 beordrede Kinas Kejser Yongle over Ming-dynasti den primære overeunuk Li Xing og storeunuk Zhou Man fra Zheng Hes flåde til at overdrage en mængde hatte og klæder til kongen af Aden. Udsendingene gik ombord på tre skatteskibe og satte sejl fra Sumatra mod havnen i Aden. Dette blev berettet i værket Yingyai Shenglan af Ma Huan der sejlede  med på rejsen.
I 1513 blev byen belejret af portugiserne i fire dage under ledelse af Afonso de Albuquerque, der dog var uden succes.
Efter det ottomanske overherredømme blev Aden hersket over af Abdali-sultanatet under overherredømme af Zaidi-imamerne i Yemen.

## Klima
Aden har et varmt ørkenklima i Köppens klimaklassifikation. Selvom Aden byen stort set ikke har nedbør i løbet af året, så er det fugtig hele året.
| Vejr for Aden                   | Vejr for Aden | Vejr for Aden | Vejr for Aden | Vejr for Aden | Vejr for Aden | Vejr for Aden | Vejr for Aden | Vejr for Aden | Vejr for Aden | Vejr for Aden | Vejr for Aden | Vejr for Aden | Vejr for Aden |
|                                 | Jan           | Feb           | Mar           | Apr           | Maj           | Jun           | Jul           | Aug           | Sep           | Okt           | Nov           | Dec           | År            |
| ------------------------------- | ------------- | ------------- | ------------- | ------------- | ------------- | ------------- | ------------- | ------------- | ------------- | ------------- | ------------- | ------------- | ------------- |
| Højest målte °C                 | 31,1          | 31,7          | 35            | 37,8          | 41,1          | 41,1          | 41,1          | 42,8          | 38,3          | 38,9          | 35            | 32,8          | 42,8          |
| Gennemsnitlig maks °C           | 28,5          | 28,6          | 30,2          | 32,2          | 34,1          | 36,6          | 35,9          | 35,3          | 35,4          | 33            | 30,7          | 28,9          | 32,4          |
| Gennemsnitlig °C                | 25,7          | 26            | 27,2          | 28,9          | 31            | 32,7          | 32,1          | 31,5          | 31,6          | 28,9          | 27,1          | 26            | 29,1          |
| Gennemsnitlig min °C            | 22,6          | 23,2          | 24            | 25,6          | 27,7          | 28,8          | 28            | 27,5          | 27,8          | 24,6          | 23,2          | 22,9          | 25,5          |
| Lavest målte °C                 | 15,6          | 17,2          | 18,9          | 18,9          | 21,1          | 23,9          | 22,8          | 23,3          | 25            | 18,9          | 18,3          | 16,7          | 15,6          |
| Gennemsnitlig nedbør mm         | 6             | 3             | 5             | 2             | 1             | 0             | 3             | 3             | 5             | 1             | 3             | 5             | 36            |
| Gns. dage med nedbør (≥ 0.1 mm) | 3             | 2             | 2             | 2             | 1             | 1             | 2             | 2             | 1             | 1             | 1             | 3             | 20            |
| Gns. luftfugtighed (%)          | 72            | 72            | 74            | 74            | 72            | 66            | 65            | 65            | 69            | 68            | 70            | 70            | 70            |
| Gns. månedlige solskinstimer    | 241,8         | 203,4         | 217           | 240           | 303,8         | 282           | 241,8         | 269,7         | 270           | 294,5         | 285           | 257,3         | 3.106,3       |
| Gns. daglige solskinstimer      | 7,8           | 7,2           | 7             | 8             | 9,8           | 9,4           | 7,8           | 8,7           | 9             | 9,5           | 9,5           | 8,3           | 8,5           |
| Kilde: Deutscher Wetterdienst   |               |               |               |               |               |               |               |               |               |               |               |               |               |

| Jan           | Feb           | Mar           | Apr           | May           | Jun           | Jul           | Aug           | Sep           | Okt           | Nov           | Dec           |
| ------------- | ------------- | ------------- | ------------- | ------------- | ------------- | ------------- | ------------- | ------------- | ------------- | ------------- | ------------- |
| 25 °C (77 °F) | 25 °C (77 °F) | 26 °C (79 °F) | 27 °C (81 °F) | 29 °C (84 °F) | 30 °C (86 °F) | 29 °C (84 °F) | 29 °C (84 °F) | 30 °C (86 °F) | 28 °C (82 °F) | 27 °C (81 °F) | 25 °C (77 °F) |

## Galleri
- Aden omkring år 1572 med den portugisiske flåde
- Aden set fra vandet
- Steamer Point er en befæstet naturhavn i Aden
- Luftfoto af Aden i 1967
- Malla distriktet
- Havnen i Aden
- Statue af dronning Victoria
- Crater distriktet